# Бунді
Бунді — це індійська закуска з нутового борошна. Його роблять як гостру закуску або як солодкий десерт. У штатах Індії Сінді та Раджастхані ця страва називається нукті (синдхі نڪتي). Непальською мовою це називається бунія (बुनिया). У Біхарі це називається бундія (बुंदिया).

## Приготування
Для приготування хрусткої пікантної закуски замішується тісто з нутового борошна, розпушувача і куркуми. Через шумівку на глибоку сковорідку з олією виливають тісто, в наслідок чого утворюються дрібні краплі, які обжарюються у фритюрі декілька хвилин. Розмір бунді залежатиме від розміру отворів у шумовці. Потім бунді, в залежності від призначення, або обливають цукровим сиропом або посипають перцем.

## Різновиди
Гострий бунді широко використовується для приготування раїти він зазвичай містить м'який сир або звичайний йогурт і приправи з солі, перцю чилі та інших спецій. Гострий бунді використовують як гарнір до плову, мумбайської суміші або будь-якої іншої страви.
Для приготування солодкого бунді, смажені кульки тіста занурюють у цукровий сироп. Його присипають горіхами і родзинками. Солодкий бунді є популярним прасадом в індуїстських храмах і вважаються одними з улюблених Ханумана.

## Галерея
|                |
| Солодкий бунді |

|                            |
| Тістечко з солодкого бунді |

|                     |
| Гострий бунді-раїті |

|                         |
| Гострий бунді у йогурті |

|                            |
| Бундi із Західної Бенгалії |